# Marcel Janssens
Marcel Janssens (* 30. Dezember 1931 in Edegem; † 29. Juli 1992 in Nukerke) war ein belgischer Radrennfahrer.

## Sportliche Laufbahn
1951 wurde Marcel Janssens belgischer Meister im Straßenrennen der Amateure. Von 1954 bis 1965 war er Profi. Einen ersten Erfolg hatte er 1953 mit einem Etappensieg in der Belgien-Rundfahrt für Unabhängige. Er war ein typischer flämischer Radsportler, der bei zahlreichen belgischen Kirmesrennen startete und viele von ihnen auch gewann. 1955 siegte er im Grand Prix du Brabant wallon. Bei der Tour de Suisse 1958 wurde er Sechster der Gesamtwertung. Im Straßenrennen der UCI-Straßen-Weltmeisterschaften 1955 in Frascati belegte er Platz fünf.
Sechsmal startete Janssens bei der Tour de France; 1957 belegte er Platz zwei in der Gesamtwertung hinter Jacques Anquetil und gewann die Bergwertung am Col du Galibier. Bei seiner Teilnahme 1959 gewann er die zehnte Etappe. Weitere große Erfolge seiner Laufbahn waren der Sieg im Etappenrennen Tour de l’Ouest 1955, der dritte Platz bei Paris–Roubaix 1959 sowie der zweite Platz bei diesem Rennen 1961.
1960 gewann Janssens zudem das über 600 Kilometer lange Eintagesrennen Bordeaux–Paris. Nach diesem Sieg fiel er länger aus, weil er an Typhus erkrankte.

## Berufliches
Janssens arbeitete nach seiner Laufbahn als Radsporttrainer. Unter anderem betreute er die belgische Nationalmannschaft 1966 bei ihrem Start bei der DDR-Rundfahrt.

## Platzierungen bei den Grand Tours
| Grand Tour            | 1956 | 1957 | 1958 | 1959 | 1960 | 1961 | 1962 | 1963 | 1964 |
| --------------------- | ---- | ---- | ---- | ---- | ---- | ---- | ---- | ---- | ---- |
| Vuelta a EspañaVuelta | –    | –    | –    | –    | –    | –    | 32   | –    | –    |
| Giro d’ItaliaGiro     | DNF  | –    | –    | –    | –    | –    | –    | DNF  | –    |
| Tour de FranceTour    | 32   | 2    | DNF  | 25   | DNF  | –    | –    | DNF  | –    |

## Platzierungen bei den Monumenten des Radsports
| Monument                 | 1954 | 1955 | 1956 | 1957 | 1958 | 1959 | 1960 | 1961 | 1962 | 1963 | 1964 |
| ------------------------ | ---- | ---- | ---- | ---- | ---- | ---- | ---- | ---- | ---- | ---- | ---- |
| Mailand–Sanremo          | –    | –    | 14   | 17   | 10   | 35   | 74   | 65   | –    | –    | –    |
| Flandern-Rundfahrt       | –    | –    | 11   | 21   | 5    | 25   | –    | 38   | 14   | –    | –    |
| Paris–Roubaix            | –    | –    | 12   | 18   | 7    | 3    | –    | 2    | –    | 4    | 39   |
| Lüttich–Bastogne–Lüttich | –    | 16   | –    | –    | –    | 15   | 10   | 13   | –    | –    | 28   |
| Lombardei-Rundfahrt      | –    | 10   | 59   | –    | 21   |      |      | –    | –    | –    | –    |